# Сокальская городская община
Сокальская городская общи́на (укр. Сокальська міська громада) — территориальная община в Шептицком районе Львовской области Украины.
Административный центр — город Сокаль.
Население составляет 52 574 человека. Площадь — 683,7 км².

## Населённые пункты
В состав общины входит 1 город (Сокаль), 1 посёлок (Жвирка) и 58 сёл:
- Борок
- Бобятин
- Бодячев
- Бояничи
- Варяж
- Великое
- Войславичи
- Волица
- Гановка
- Гатковка
- Горбков
- Гута
- Забужье
- Завишень
- Залыжня
- Зубков
- Ильковичи
- Княже
- Комаров
- Конотопы
- Копытов
- Лешков
- Лещатов
- Лубновка
- Лучицы
- Матов
- Ниновичи
- Нисмичи
- Опильско
- Первятичи
- Переспа
- Перетоки
- Песочное
- Поторица
- Равщина
- Романовка
- Ромош
- Роятин
- Русин
- Савчин
- Свитазев
- Скоморохи
- Смыков
- Спасов
- Старгород
- Стенятин
- Суховоля
- Тартаков
- Теляж
- Трудолюбовка
- Тудорковичи
- Угринов
- Ульвивок
- Фусов
- Хоробров
- Шарпанцы
- Шихтари
- Шпиколосы